# Pelastoneurus vegetus
Pelastoneurus vegetus är en tvåvingeart som beskrevs av Frey 1925. Pelastoneurus vegetus ingår i släktet Pelastoneurus och familjen styltflugor. Inga underarter finns listade i Catalogue of Life.